# 格桑坚赞
格桑坚赞（藏語：བསྐལ་བཟང་རྒྱལ་མཚན་，威利转写：bskal bzang rgyal mtshan；1953年—）藏族，西藏独立运动人士。

## 生平
格桑坚赞生于西藏。1959年藏区骚乱时离开西藏。10岁时，格桑坚赞和其他一些随父母流亡的藏族儿童被送往瑞士学习。
1992年前，格桑坚赞入达赖喇嘛设在瑞士的办事处任职。后来，格桑坚赞被调到印度达兰萨拉，并获得升职。1999年，任达赖喇嘛在欧盟的正式代表。

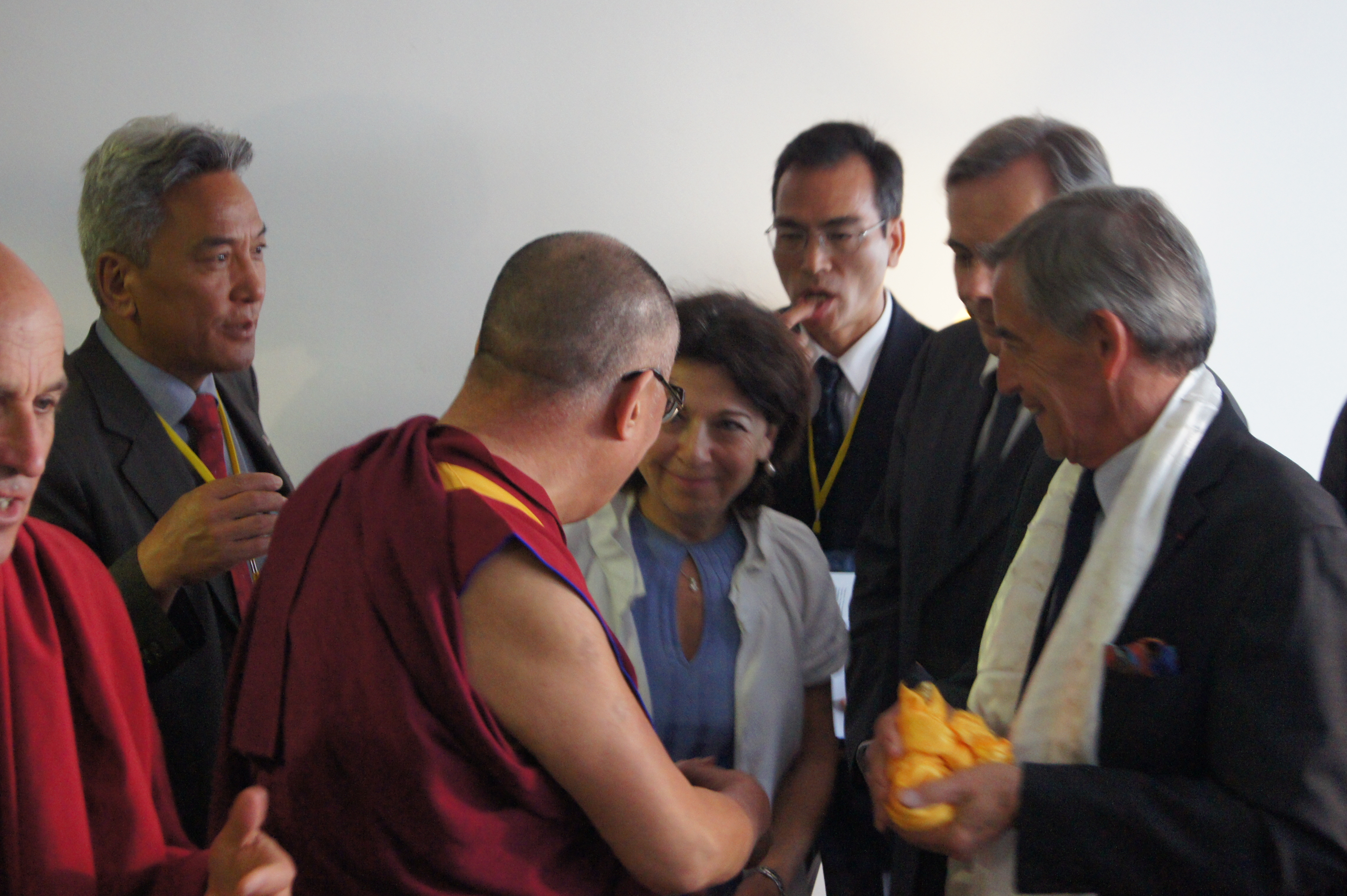
2011年8月15日，十四世达赖喇嘛在法国图卢兹会见议员。左侧着西装人物为格桑坚赞。

2002年开始，甲日·洛迪和格桑坚赞被选定为达赖喇嘛同中央谈判特使（中共方面称为“达赖喇嘛的私人代表”“同中央接触商谈”）。任内，甲日·洛迪和格桑坚赞先后同中央进行了9次会谈，最后一次是在2010年1月。根据中央方面的立场，甲日·洛迪和格桑坚赞只能是达赖喇嘛的私人代表，所谈内容限于达赖喇嘛及其身边人士放弃分裂立场、考虑政治前途问题。但是，作为达赖喇嘛的私人代表，甲日·洛迪和格桑坚赞在双方接触中则多次代表西藏流亡政府发言，并在2008年举行的第9次接谈中给中央提交了一份备忘录，内称“西藏流亡政府是广大藏民的利益和藏人的代表者”。2008年11月5日第9次接谈结束后，甲日·洛迪、格桑坚赞于11月6日抵达印度，首先会见了西藏流亡政府首席部长桑东。这都引起了中央方面对二人身份的质疑。2012年，甲日·洛迪和格桑坚赞向西藏流亡政府提出辞去达赖喇嘛同中央谈判特使的职务，西藏流亡政府首席部长洛桑森格接受了二人的辞呈。两人在辞呈中说，由于北京方面继续对西藏问题采取“顽固强硬立场”，导致了自焚等事件发生，使情势恶化，所以方才辞职。